# Аблаев, Энвер Назимович
Энве́р Нази́мович Абла́ев (укр. Енвер Назимович Аблаєв, крымскотат. Enver Nazim oğlu Ablayev, Энвер Назим огълу Аблаев; родился 5 июня 1977 года в Чирчике) — узбекский и украинский фристайлист (специализируется на акробатике), первый украинский фристайлист — победитель этапа Кубка мира по фристайлу 2004/2005 в Мадонна-ди-Кампильо (11 марта 2005). Мастер спорта международного класса. Ныне — главный тренер сборной Украины по фристайлу.

## Биография
Уроженец Узбекистана, крымский татарин по национальности. На Украину приехал в возрасте 16 лет в Раубичи и принял спортивное гражданство Украины, поскольку был убеждён, что за Узбекистан не добьётся успехов из-за плохого финансирования спорта в стране. Первым тренером стал Анатолий Мазур, затем — Галина Досова. Окончил Ужгородский национальный университет физической культуры, став одним из ведущих спортсменов Украины. Выступал за мукачевский клуб «Колос».
Высшее достижение Аблаева на чемпионатах мира — 4-е место в Дир-велли в 2003 году. Трижды выступал на Олимпиадах, в 2006 году в Турине вышел в финал (12-е место). В 2005 году принёс первую золотую медаль украинскому фристайлу в Кубке мира (11 марта 2005 года, акробатика, Мадонна-ди-Кампильо). В сезоне 2010/2011 Аблаев травмировался и завершил карьеру, несмотря на готовность бороться за поездку в Сочи на Олимпиаду (по его словам, его убрали из списков даже штатной команды). Аблаев был организатором этапов кубка мира по фристайлу в Москве и Сочи, на Олимпийских играх в Сочи он уже был старшим тренером сборной и отвечал за подготовку трасс в парке «Роза-Хутор». Тренером сборной Украины стал перед сезоном 2014/2015.
Женат, воспитывает сына и дочь. Хобби — изучение иностранных языков..

## Государственные награды
- Орден «За заслуги» ІІ степени (23 августа 2022)[4]
- Орден «За заслуги» ІІІ степени (28 февраля 2018)[5]